# 318 î.Hr.

## Nașteri
- dată necunoscută: Pyrrhus din Epirus Rege al Moloșilor și al Macedoniei (d. 272 î.Hr.)